# Hydrolithon oligocarpum
Hydrolithon oligocarpum (Foslie) Foslie  é o nome botânico  de uma espécie de algas vermelhas pluricelulares do gênero Hydrolithon, família Corallinaceae, subfamília Mastophoroideae.
- São algas marinhas encontradas nas ilhas Canárias e Cabo Verde.

## Sinonímia
- Porolithon oligocarpum     (Foslie) Foslie